# Alexandre de Jérusalem
Pour les articles homonymes, voir Alexandre et Saint Alexandre.
Alexandre de Jérusalem fut évêque de Jérusalem dans la première moitié du IIIe siècle, de 231 à 249 ou 250. Il est mort martyr cette année-là ou en 251.
En tant que saint chrétien, il est fêté en Occident le 18 mars, et en Orient le 16 mai et le 12 décembre.

## Données biographiques
Alexandre fut probablement une personnalité d'importance dans l'Orient de son époque, mais les quelques éléments biographiques fournis par Eusèbe de Césarée sont difficiles à organiser.
Au lendemain de la mort de Clément d'Alexandrie, vers 215, Alexandre écrivait à Origène :

« Ce fut aussi la volonté de Dieu, comme tu le sais, que l'amitié qui nous est venue des ancêtres demeurât inviolable, ou plutôt qu'elle devînt plus chaude et plus assurée. Nous connaissons en effet ces bienheureux pères qui ont fait route avant nous, auprès desquels nous serons bientôt : Pantène le vraiment bienheureux  et mon seigneur ; et le saint Clément, qui a été mon seigneur et qui m'a aidé, et d'autres encore… C'est  par eux que je t'ai connu, le meilleur en toutes choses, mon seigneur et frère. »

On a souvent conclu de ce texte qu'Alexandre avait été le condisciple d'Origène, à l'école de Pantène et de Clément. Mais on a aussi objecté que c'était tirer d'un fragment obscur plus qu'il ne dit. Alexandre avait des liens étroits avec Clément et son amitié pour Origène, son contemporain, a duré toute leur vie. On peut ajouter que ses préoccupations intellectuelles conviendraient à un ancien élève des écoles d'Alexandrie.
Au début du siècle, il est évêque. Eusèbe dit qu'il est « sorti de la terre des Cappadociens ». Adolf von Harnack le suit et, s'appuyant sur un témoignage de Grégoire de Nysse, en fait un évêque de Césarée de Cappadoce. Une hypothèse plus ancienne, qui remonte à Henri Valois et Lenain de Tillemont, le voit plutôt évêque en Cilicie.
Sous le règne de Septime Sévère, il est jeté en prison sur ordre du légat impérial de Cappadoce, Claudius Licinius Herminianus, dont le zèle anti-chrétien est connu, notamment par Tertullien. Les dates font problème : la chronique d'Eusèbe place son emprisonnement en l'an 203, ce qui est une date insoutenable, car, à  la même époque, c'est justement auprès d'Alexandre que vient se réfugier Clément d'Alexandrie, fuyant la persécution en Égypte. Alexandre dit dans un fragment conservé que c'est en prison qu'il a appris l'élection d'Asclépiade au siège d'Antioche — que la même chronique place en 211. On est alors au début du règne de Caracalla ; apparemment Asclépiade a connu la captivité et vient d'être libéré. Alexandre le suit de près. L'un et l'autre ont dû être arrêtés plutôt dans les derniers temps de Septime Sévère, une captivité de près de huit années étant improbable.
C'est en sortant de prison qu'Alexandre fait un pèlerinage à Jérusalem. L'histoire rejoint ici la légende de Narcisse. Son arrivée y est annoncée par toute une série de songes, car la Providence lui réserve en effet d'être le successeur du vieux Narcisse qui, plus que centenaire, vient de reprendre possession de son siège après des années passées dans le désert. Retenu et consacré de force par les évêques palestiniens, il devient donc évêque de Jérusalem, aux côtés de Narcisse qui réduit désormais son activité à la prière pour la communauté. Selon Eusèbe, dont les dates ne sont pas plus sûres, ces évènements auraient eu lieu en 312.
Cette élection a tourmenté les commentateurs modernes, car Alexandre enfreint par la volonté du ciel une double règle : celle qui interdit à un évêque de laisser un siège pour un autre ; celle qui interdit à deux évêques de partager le gouvernement de la même cité. Même si ces dispositions ne sont fixées qu'à l'époque du concile de Nicée, on peut s'étonner de l'apparente facilité avec laquelle Alexandre oublie ses ouailles asiates. Une hypothèse serait que la libération d'Alexandre a été assortie d'une mesure de bannissement pour des raisons ignorées.
En 215/216, Origène, fuyant la répression qui s'abat sur Alexandrie après l'émeute contre Caracalla, arrive en Palestine où il donne des conférences privées. Bien qu'il ne soit qu'un laïc, Alexandre et Théoctiste, évêque de Césarée, l'invitent à prêcher dans les églises. À son retour, vers 230, Alexandre l'ordonne prêtre et favorise l'installation de sa nouvelle école à Césarée. Ces marques d'amitié réitérées à quinze ans de distance sont l'occasion d'une polémique avec Démétrius d'Alexandrie, l'ancien élève qui, devenu évêque, poursuit Origène d'une animosité peut-être mue par des rancœurs personnelles et de la jalousie.
Alexandre installa à Jérusalem une bibliothèque — la plus ancienne bibliothèque chrétienne que l'on puisse dater avec certitude. Il est probable qu'Origène ait contribué à son enrichissement. Eusèbe y a travaillé au début du IVe siècle. C'est grâce à elle, dit-il, qu'il a pu rassembler la documentation de son Histoire ecclésiatique. On y conservait, selon lui, les correspondances que « beaucoup d'hommes diserts et ecclésiatiques » avait échangées.
Vers 250/251, lorsque la violente persécution de Dèce s'abat sur l'Orient, Alexandre retourne en prison à Césarée. Il y meurt, « couronné d'une vigoureuse vieillesse et d'une vénérable chevelure blanche ».
Une légende, difficile à dater, embellit son martyre : on raconte qu'il a été jeté aux bêtes, mais que les fauves se sont allongés sur le sable de l'arène, certains venant lui lécher les pieds. Furieux, ses persécuteurs le ramenèrent en prison et le firent périr dans les tourments.

## Écrits
- CPG 1698-1701.

## Fêtes
Saint Alexandre de Jérusalem est inscrit dans le Martyrologe romain au 18 mars (précédemment le 30 janvier) et commémoré par l’Église catholique à la même date. Dans le Synaxaire grec c’est le 16 mai, et pour les autres Églises d’Orient le 12 décembre.